# Crinitzberg
Crinitzberg è un comune di 2.196 abitanti della Sassonia, in Germania.
Appartiene al circondario (Landkreis) del Zwickau (targa Z) ed è parte della comunità amministrativa (Verwaltungsgemeinschaft) di Kirchberg.